# 時の添乗員
『時の添乗員』（ときのてんじょういん）は岡崎二郎の漫画作品。2000～01年にビッグコミック増刊号で掲載され、2002年に小学館ビッグコミックスとして発行された。単行本には「第1巻」の表記があるが、2巻以降は発売されていない。

## あらすじ
「時の添乗員」は地下駅の改札口の近くある旅行代理店「ジャパン・ライフ旅行社」におり、悩みを抱えた人を捜し出し、特別なツアーを提供する。それは、あなたが行ってみたい、戻ってみたと思う過去の一点にお連れするというものである。料金は300万円であり、お一人さま一回限りという制約がある。契約が成立すると、顧客は小さな理髪店へ呼ばれ、そこで時間旅行を経験することとなる。
第1話　あの日への旅立ち
世界的電機メーカーPANASON会長の杉浦は、高校生の頃、街のクラブで光子に出会い、一目惚れする。光子も好意をもってくれ、キスを交わす仲になる。光子は結核になりサナトリウムに入る。集団就職で東京に向かう前に杉浦はサナトリウムを訪れ、光子に3年待ってくれとプロポーズする。光子は杉浦をやさしく抱き寄せ、何かをささやく。杉浦にはそこの部分の記憶が無い。
杉浦は記憶から抜け落ちている部分を知るため「特別のツアー」に参加する。杉浦たちは過去の情景を見聞きできるが、自分たちは、その場の人たちには見えない。光子は「あなたとは結婚できない。私はあなたの実の姉だ」と話す。杉浦たちは姿を現し、杉浦は光子に深々と頭を下げる。
第2話　消えた証拠
15年前に起きた1億2000万円の強盗事件が未解決のまま時効を迎えそうになる。コンビニの防犯カメラから小宮が捜査線上に浮かんだが証拠がない。コンビニの映像からコートのボタンが現場で見つかれば決め手になる。
刑事の松原は事件現場を確認するため「特別のツアー」に参加する。松原たちは事件当日のマンションに現れる。小宮が秘書の頭に銃口を突きつけたとき、現在から来た松原が取り押さえようとする。ボタンは松原の手の中である。松原は小宮に逮捕状が出ると告げるが、小宮が動かないため、小宮に扮した刑事が当時の管理人の佐古に電話して1000万円を要求し、受取現場で拳銃所持で佐古を逮捕する。
第3話　交換日記
某会社の会長を務めている高坂春江には62年前の思い出探しが人生の課題となっている。それは春江が女学生のときドイツ人のアニーと交わした交換日記である。帰国するとき、アニーは二人の記念として、交換日記を森のどこかに隠し、再来日したとき一緒に見る約束をして、日記をどこかに隠す。しかし、戦争によりアニーの消息はぷっつりと途絶える。
春江は会社を大きくする傍らで、森の中の日記を探すが手がかりはない。春江は手がかりを求めて「特別のツアー」に参加する。あの日の情景が現れる。アニーは森で一番大きなサワラの木のうろを広げて、その中に日記を隠した。しかし、今の森にはその木は無い。手を尽くして調査したところ、その木はそのままの形で春江の家の心柱になっていた。柱のX線写真には日記が写っており、春江は「アニー、あなたは約束通りに戻ってきてくれたのね」と柱を抱きしめる。
第4話　藤子像
美術館の正面ホールに展示されている「藤子像」は、日本彫刻界の重鎮大友振一郎の若き日の作品であり、日本の宝とされている。この像のモデルは美術評論家の山川久造の母・藤子であり、当時、大友と藤子は愛し合っていた。しかし、子どもができると大友は認知せず、藤子は大友のもとを去り、「藤子像」は美術館に寄贈された。山川が母に今まで一番楽しかった時はと訊くと、母は「藤子像」を初めて見せてもらったときかねえと答える。
山川は母の言葉の真意を知りたくて「特別のツアー」に参加する。山川たちの前に振一郎の屋敷に現れる。子どもを抱いた藤子が屋敷に入ると、振一郎は「私は大友家の総領だ。一族の者が何を言おうとお前を守ってみせる」と言う。そして、「見たまえ、これが今の私の気持ちだ」と言いながら、「藤子像」の覆いをとる。それは、美術館に展示されているものと異なり、「赤子を抱いた藤子像」であった。現在に戻り山川が調べ直すと、一族の圧力に抗しきれず、藤子は自ら身を引いたこと、像を守るため赤子の部分を削り取ったことが分かる。
第5話　結婚指輪
40年間連れ添ってきた妻が夫の定年を機に離婚しようと決意する。離婚の原因は新婚旅行の時に渡されるはずだった指輪に端を発している。妻はそれを結婚指輪として一生大切にしていくつもりであった。しかし、その前に二人は口論になり、夫は指輪を渡さなかった。妻はその場を去り、旅館に戻る。夜中に夫は泥だらけの姿で戻ってきた。夫は「さっきは悪かったよ。すまなかった」と謝り、妻の戦意は喪失する。そして40年が経った。
妻はどうしてもあの時のことが知りたくて夫と一緒に「特別のツアー」に参加する。あのときの場面が現れる。妻が指輪のことを切り出したとき、夫は忘れたと言うだけである。その後、夫は海に向かって何かを投げる。現在から来た夫はそれを拾い上げる。中には高価な指輪があり、現在の妻の指にはめられる。
第6話　恩人
R大医学部の心臓外科の助教授（准教授）である戸田康平は仕事に行き詰まり、父親のクリニックに来ている。外科・整形外科のクリニックはヒマである。戸田の父親はかって日本でもトップクラスのR大の心臓外科チームにいたこともある。戸田は小さな頃、当時は幼児には不可能とされた心臓手術を山岸教授に執刀してもらい一命を取り止めている。また、戸田の父親が収賄容疑をかけられて、医師免許を失ったとき、山岸教授の尽力で再免許が与えられ、故郷で開業することができた。
戸田は仕事の行き詰まりについて退官した山岸教授のアドバイスを聞こうと「特別のツアー」に参加する。今回は戸田たちの姿は山岸からも見える。戸田を見て山岸は父親と勘違いし、当時のことを話す。収賄容疑をかけられたのは山岸自身であり、父親はその罪を被って大学を去った。戸田のオペを成功させたのも助手の父親であることも分かる。戸田は先生が息子の恩人であることは変わりませんと告げる。現在に戻り、戸田は父親のクリニックを訪ね、技術上のアドバイスを受けようとする。
第7話　赤富士の赤
日本画家・岩井五十二は都美術館で回顧展を開催している。彼は赤富士を多数描いているが、5歳の時に見たすごい赤富士を描きたいと思いライフワークになっている。岩井の家は造り酒屋で、父が52歳、母が28歳のときに授かった子である。岩井はしつけの厳しい父親より、相麹をしていた20代の川原によくなついた。岩井はその赤富士を父親と一緒に見た記憶がある。岩井はそのときの暖かい赤を描きたいと思っているが未だに果たせない。
岩井はあのときの赤富士を見るため「特別のツアー」に参加する。彼の目の前にあの日の赤富士が現れる。それは圧倒的な赤であるが、自分の記憶にある「優しい赤」ではない。添乗員の示す所に男性と子どもがいる。岩井は父と自分だと思ったが、実は川原であった。川原は戦争に行かなければならないと言い、「僕のことを父さんと呼んでくれないか」と頼む。子どもがお父さんと言うと、川原はやさしく抱きしめてくれた。富士を赤く染めた燭光が川原の顔にもにじんでいた。それは、まさしくあの「優しい赤」であった。
第8話　時を旅する者
「時の添乗員」が「雇い主」に最初に会ったのは何年も前のことである。彼は「雇い主」の姿を見ていない。分かっているのは「雇い主」が時間旅行を可能にする技術を持っていることだけである。彼の仕事は「雇い主」の眼鏡にかなう人物を見つけ出し、時間旅行のコーディネイトをすることである。
小学生の頃、柏野洋子は学校行事のタイムカプセルに、河島と一緒に大きくなったらお嫁さんになると結婚式のような絵を描いて入れた。彼は怒って破り捨てるかと思ったらそうではなかった。彼はタイムカプセルを開けた日にお前がまだ売れ残っていたら、お前をもらってやってもいいぜと言う。彼はその後、ブラジルに行ってしまった。30年後にタイムカプセルは掘り出され、そこには柏野（芸名は泉アキ）の絵は無かった。
柏野はその謎を解くため「特別のツアー」に参加する。目の前にタイムカプセルに記念品を入れる情景が現れる。柏野の絵は確かに箱に入れられている。しかし、全員注目のとき、河島がその絵をセータの下に隠す。現在の柏野がその理由を訊くと、柏野と描いた絵を一緒に持っていきたかったと話す。泉アキのプロダクションは海外投資に失敗し、アキには3億円の負債が残った。そこに、あの絵と花束を持って河島が現れ、柏野にプロポーズする。
時間旅行に参加した人は皆、こころから満足して現在に戻ってくる。もし、「雇い人」の目的が、あの人たちの幸せな表情だとすれば、私たち人類は宇宙の中で孤独では無く、素晴らしい隣人に恵まれていると喜ぶべきではないでしょうかという一文で物語は結ばれている。

## 登場人物
1話ごとの読み切りなので登場人物は作成しない。

## 評価
単行本の帯には松本零士大絶賛とあり、「何より発想点（アイディア設定）がとてもよい。人は楽しい過去より苦しい過去に想いをはせるもの、という点がきちんと踏まえられ、表現されている。時間旅行するSF作品は数多いが、この様なアイディアを盛り込んだものは覚えがない。これからも楽しみな作者である」と賛辞を寄せている。

## 既刊一覧
ビッグコミックス 小学館(発売日はより)
- 時の添乗員 1 2002年4月1日(2002年2月28日発売) ISBN 4-09-186351-5

※ 未収録作品 心のヒーロー